# وايلة

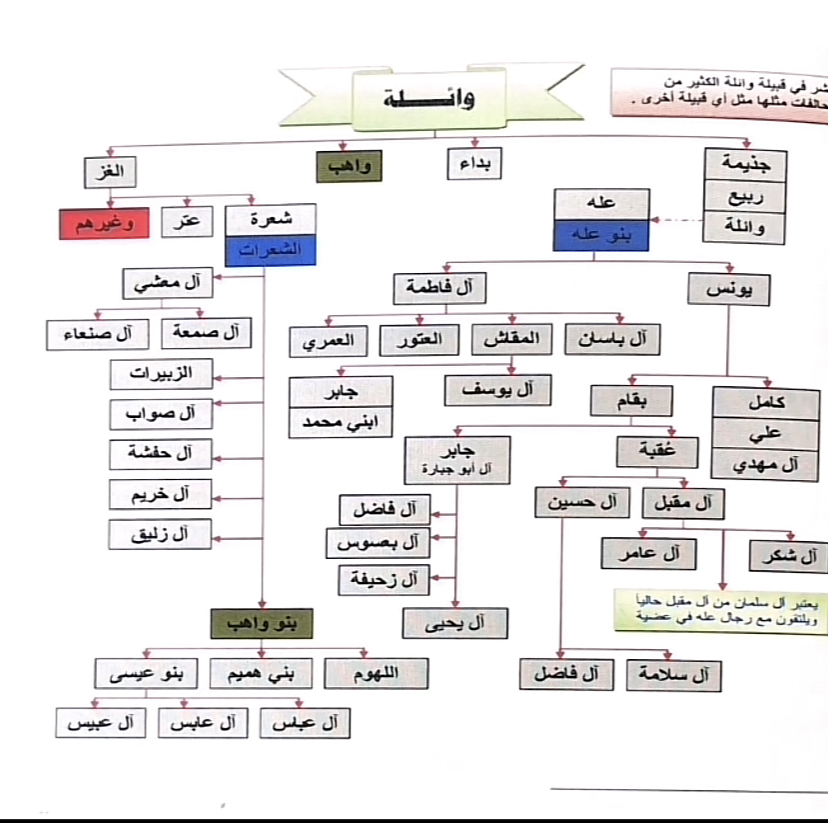
شجرة توضح قبائل وايلة حالياً

وايلة أو وائلة أو وايلة بكيل أو وايلة همدان هي قبيلة عربية قحطانية تنتشر في جنوب السعودية وفي شمال اليمن.

## النسب
يرجع نسبهم إلى وائل بن شاكر بن بكيل بن جشم بن خيوان بن نوف بن همدان بن أوسلة بن ربيعة بن الخيار بن مالك بن زيد بن كهلان بن سبأ.